# Lubiejki
Lubiejki [luˈbjɛi̯ki] est un village polonais de la gmina de Milejczyce dans le powiat de Siemiatycze et dans la voïvodie de Podlachie. Il se situe à environ 9 kilomètres au nord-ouest de Milejczyce, à 20  kilomètres au nord-est de Siemiatycze et à 62 kilomètres au sud de Białystok. 